# Внутрішня облямівка
Вну́трішня облямі́вка (англ. і фр. orle, ісп. і порт. orla, нім. Inbord, італ. orlatura, orlo, рос. внутренняя кайма) — у геральдиці, блазонуванні облямівка всередині щита, віддалена від його краю.

## Галерея

Звичайна
Тонка
Тонка з ліліями
Подвійна тонка
Подвійна тонка з ліліями